# География Ямайки
Яма́йка — островное государство в Вест-Индии в Карибском море. Страна занимает остров Ямайка, который входит в группу Больших Антильских островов. С севера от Ямайки располагается Куба (150 км), с востока через пролив Ямайка — Гаити (160 км). Ближайшая точка континента — мыс Кабо-Грасьяс-а-Дьос на границе Гондураса и Никарагуа — расположена в 630 км к юго-западу.
Ямайка — третий по площади остров в составе Больших Антильских островов (первые два — Куба и Гаити). Размеры острова составляют около 225 км с запада на восток и от 35 до 82 км с севера на юг. Общая площадь — 10 991 км², длина береговой линии — 1022 км.

## Этимология
Название острова происходит от искажённого индейского слова «хаймака», что означает «остров родников», или «земля ручьёв».

## Геология и полезные ископаемые
Остров Ямайка располагается на Никарагуанском поднятии Карибской литосферной плиты. Между ним и островом Куба проходит жёлоб Кайман, в котором находится самая глубокая точка Карибского моря. От Ямайки в сторону острова Гаити тянется разлом Энрикильо-Плантэйн-Гарден, вдоль которого от Карибской плиты происходит откол микроплиты Гонав. Данная область является сейсмически активной, поэтому на острове иногда случаются землетрясения. Наиболее разрушительными были землетрясение 1692 года (уничтожившее Порт-Ройял) и землетрясение 1907 года.
Основными полезными ископаемыми Ямайки являются бокситы, по запасам которых страна занимает ведущее место в мире.

## Рельеф и береговая линия

Топографическая карта Ямайки

Бо́льшая часть территории (примерно 2/3) Ямайки представляет собой известняковое плато высотой 500—1000 м, местами выше. В восточной части острова расположены горы Блу-Маунтинс, где находится высочайшая точка страны — гора Блу-Маунтин-Пик (высота 2256 м). На юго-западе находится гора Малверн (710 м), а в западной части — гора Долфин-Хед (545 м). В западной части острова распространены карстовые формы рельефа, представленные в горах Джон-Кроу, Драй-Харбор и в карстовой котловине Кокпит-Кантри площадью около 1300 км². Котловина представляет собой комплекс невысоких холмов, разделенных узкими долинами. Для этого района характерны карстовые воронки и подземные водотоки.
Вдоль южного и западного побережья располагаются аллювиальные низменности. Южный берег острова сильно расчленён, имеет окаймлённые рифами гавани, такие как гавань города Кингстон. На западном берегу у города Негрил на 11 км протягивается пляж из кораллового песка. Северный берег расчленён слабо и имеет скалистый характер. В его центре расположена популярная среди туристов Ямайская ривьера — узкая полоса пляжей из мелкозернистого белого песка.

## Климат
Ямайка находится в зоне тропического климата, на который влияют пассаты. Температура в течение года меняется незначительно, средние значения января составляют 24—25 °С, июля — 26—27 °С. Локальные климатические характеристики зависят от особенностей рельефа и положения относительно господствующих северо-восточных пассатов. В районе Кингстона средняя температура за год меняется с 24 до 27 °C, а в местечке Гордон-Хилл в горах Блу-Маунтинс — с 4 °С по 7 °C.
Осадки имеют сезонный характер и особенно интенсивны в мае и октябре, хотя в летние месяцы также случаются грозы с сильными дождями. Средняя годовая норма осадков 2100 мм, но также зависит от района. Южное побережье получает 635 мм осадков, а в горах Джон-Кроу на северо-востоке острова выпадает до 7600 мм. Сезон дождей длятся с мая по октябрь, а в зимние месяцы (с декабря по март) до острова доходят холодные северные ветра с североамериканского континента.
Ямайка расположена в атлантическом поясе ураганов, которые причиняют большой ущерб населению и хозяйству. Среди особенно сильных ураганов, пронёсшихся прямо по острову, ураганы Чарли (1951), Аллен (1980) и Гилберт 1988 годах. Ураганы Иван (2004) и Дин (2007) привели к многочисленным разрушениям и смерти нескольких человек на острове.

## Водные ресурсы и почвы

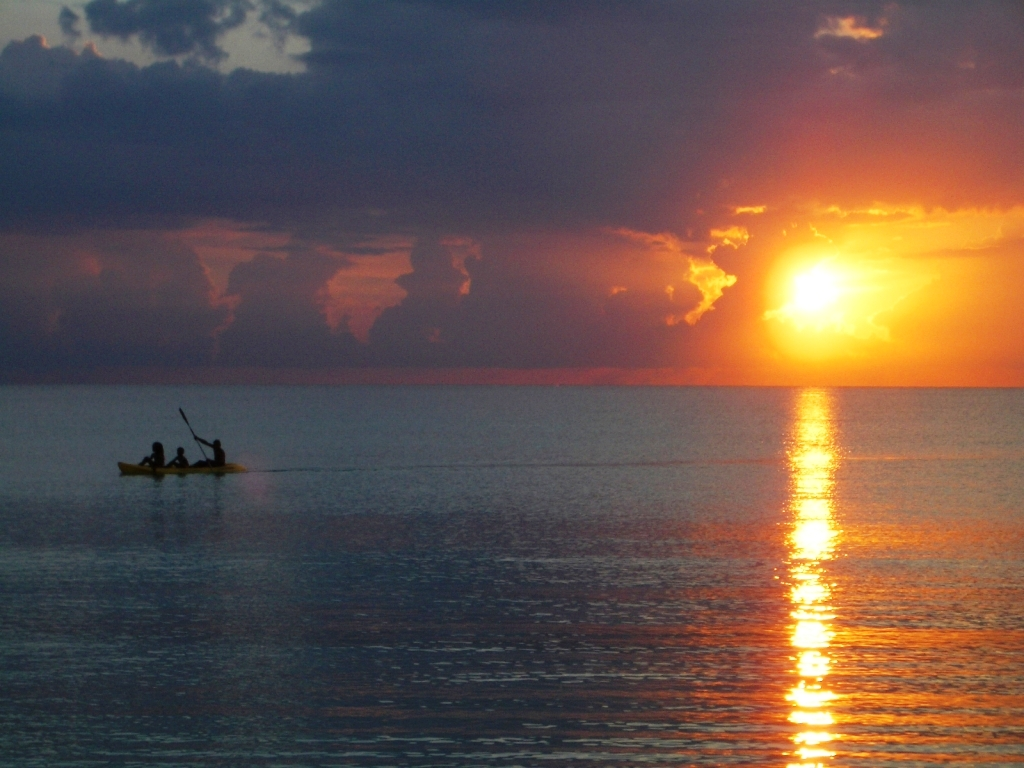
Вид на закат с западного берега острова

На Ямайке находятся множество небольших рек и ручьев, берущих начало на центральном нагорье и зачастую пропадающих в карстовых полостях. Суммарный объём возобновляемых водных ресурсов — 9,4 км³ (2000 год). Наиболее длинная по протяжённости река — Миньо (93 км) текущая с гор Драй-Харбор в бухту Карлайл (Carlisle Bay). Ещё две реки — Блэк-Ривер в западной части и Рио-Кобре недалеко от Кингстона, имеют длину более 50 км. Из всех рек острова на значительное расстояние судоходна река Блэк-Ривер — небольшие суда могут подниматься на 48 км от устья. Единственная река, текущая не в северном или южном направлениях — Плантэйн-Гарден на востоке острова.
Более половины поверхности острова покрыто белым известняком, под которым лежит жёлтый известняк, более древние метаморфические и вулканические породы. Почвы преимущественно горные коричнево-красные и красно-бурые почвы саванн и сухих лесов. Тонкий слой почв нагорных районов особенно подвержен эрозии. Аллювиальные почвы прибрежных равнин главным образом состоят из сунлинка. На 2005 год 15,83 % земель были отведены под пашни, 10,01 % используются под постоянные культуры. На 2002 года орошались 250 км².

## Растительный и животный мир

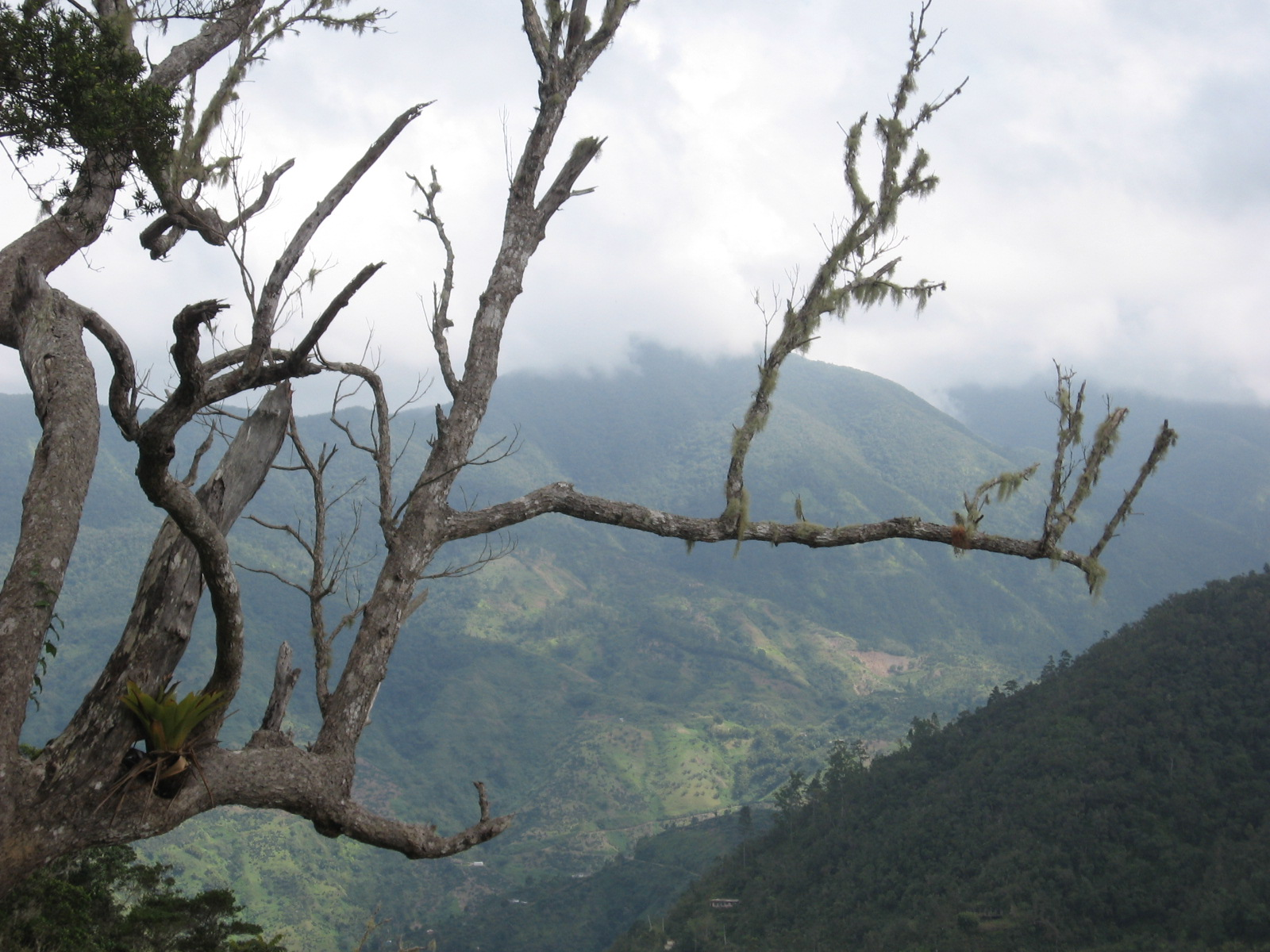
Национальный парк Холливелл в горах Блу-Маунтинс

Остров известен своими разнообразными экосистемами, включая низкорослые леса высоко в горах, сельву на северо-восточных склонах гор и в долинах, саванны на юге и западе, а также песчаные районы, где растут только кактусы и другие ксерофитные растения. С XV века, когда остров был полностью покрыт лесом за исключением небольших сельскохозяйственных участков, растительность сильно изменилась. Колонисты вырубали деревья для нужд строительства и очищали равнины, саванны и склоны гор для возделывания почв. Многие виды были интродуцированы, включая сахарный тростник, бананы и цитрусовые.
Площадь лесов на острове составляет около 194 тыс. га (1/5 всей территории). Наиболее распространено хлопковое дерево, в труднодоступных местах сохранились девственные древостои из свиетении крупнолистной, эбенового дерева и дальбергии, местами встречаются заросли бамбука и кампешевого дерева, а также посадки карибской сосны и эвкалипта. Южное побережье во многих местах заросло мангровыми зарослями. В западной и юго-западной части острова в местах, где земля не используется под плантации, распространена растительность саваннового типа (злаки и отдельно стоящими деревья). Всего на острове произрастает более 3000 видов цветковых растений, включая 200 видов орхидей и гибискус сабдариффа (из которого делают каркаде).

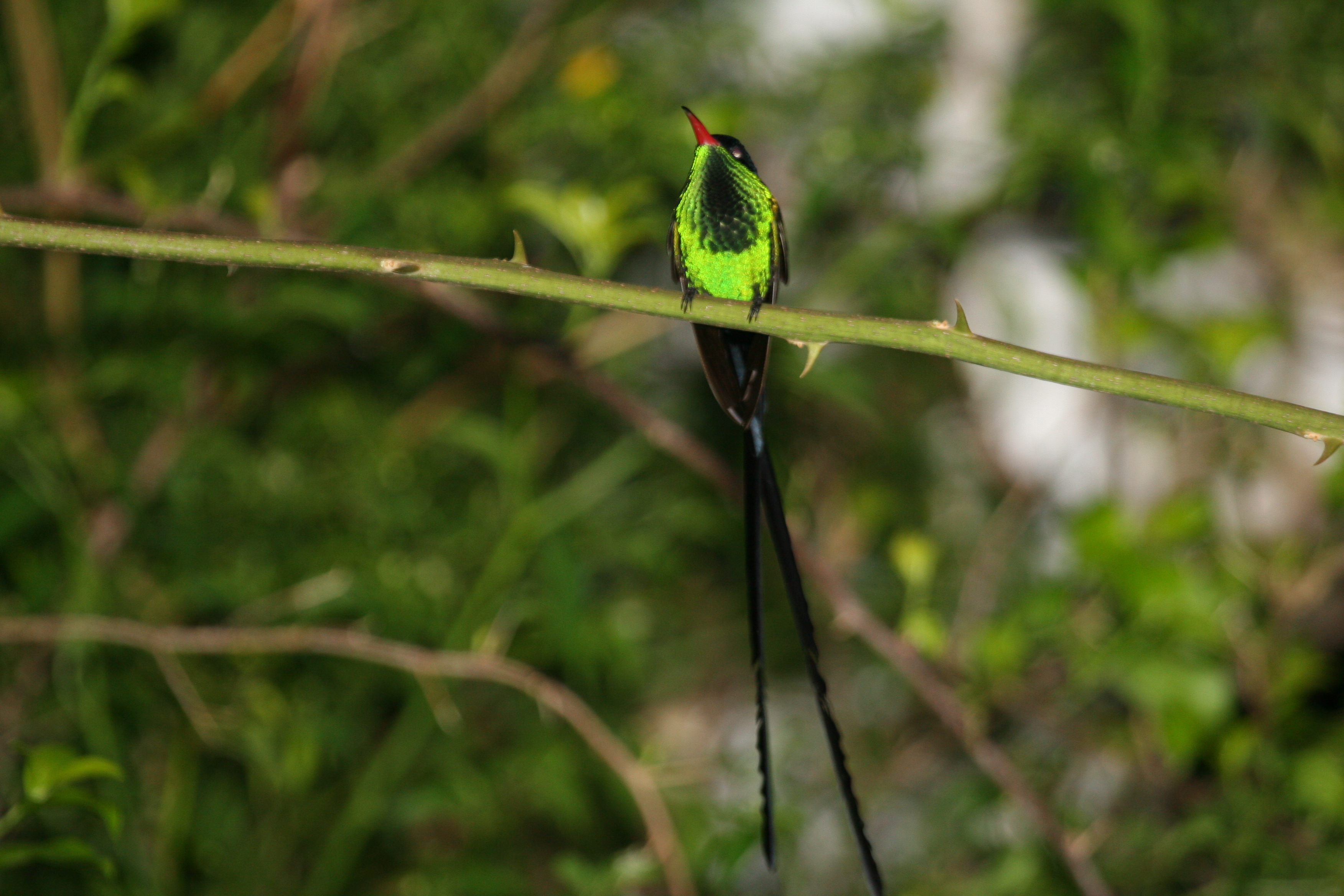
Вымпелохвостый колибри

Животный мир Ямайки относительно беден: птицы, грызуны (крысы, мыши), кролики, мангусты, пресмыкающиеся (черепахи, змеи, крокодилы и игуаны) и 20 видов летучих мышей. Местных животных на Ямайке немного, в ходе освоения человеком фауна острова сильно пострадала. В доколумбовые времена на острове обитали многочисленные представители семейства хутиевых, но позже их численность сократилась из-за охоты и разрушения мест обитания. Местные крокодилы также могут попасть под угрозу вымирания. Широко распространились завезённые в 1872 году из Индии мангусты.
Воды острова и прибрежных районов богаты рыбой. Пресноводные рыбы представлены в основном кефалью, имеются 4 вида пресноводных раков. В прибрежных водах обитают ламантины.
Зафиксировано более 250 видов птиц, включая перелётных, причём 25 видов и 21 подвид являются эндемиками, включая национальный символ — вымпелохвостых колибри. Среди интродуцированных видов — майны.
Природоохранные территории острова включают в себя Кокпит-Кантри, лесные заповедники Хеллшайр-Хиллс и Литчфилд. В 1992 году был организован первый морской парк в бухте Монтего и имеет площадь 15 км². В 1993 были созданы национальный парк в горах Блу-Маунтинс и Джон-Кроу.